# 신현확
신현확(申鉉碻, 1920년 10월 29일~2007년 4월 26일)은 대한민국의 정치인이다. 본은 평산(平山)이며, 호는 간호(干湖)·우호(于湖·宇湖)이고, 일제 시대 당시의 경북 칠곡 왜관면 출생으로, 대한민국 제13대 국무총리를 지냈다.
좌의정(정1품 직책)을 지낸 신개(시호 문희공)의 직계 후손이다. 2선 국회의원과 최규하 정부의 제1기 총리를 지냈으며, 훗날 삼성물산 회장을 역임했다.
일제강점기 고등문관시험에 합격한 후 일본 제국 상무성 근무를 시작으로써 해방 이후의 대한민국 정부 수립 이후에도 고위공직자로 출세가도를 달렸으며, 이후 정치인과 기업인으로도 왕성한 활동을 했다. 대한민국 정재계를 아우르는 'TK인맥의 대부'라는 평가가 있다. 1980년대 정관계를 떠난 뒤에는 삼성그룹과 관계를 맺어 이병철 전직 삼성그룹 회장으로부터 이건희 후임 삼성그룹 회장에게 그룹 경영권이 승계되는 과정에도 깊숙이 관여하였다.
1961년 한때 정치정화법 대상자로 연금되었으나 1963년 11월 해금되고, 장택상의 추천으로 인해 대한민국 정계에 본격 입문했다. 민주공화당에 입당하여 공화당 공천으로써 9대, 10대 국회의원을 연임하였다.
그의 아들 신철식(申喆湜)도 정무직관료로 국무조정실 정책차장을 지낸 바 있다.

## 약력
- 1920년 경상북도 칠곡군 왜관면 왜관동 230-3에서 출생
- 1940년 대구고보 졸업, 경성제국대학 입학
- 1943년 경성제국대학 법문학부 졸업.
- 1943년 고등문관시험 합격, 일본제국 정부 상무성 본청 근무. 조선인으로서는 이례적으로 일본 정부 부처 본청에 근무하였다.[3]
- 일본제국 정부 상무성 공무관보
- 일본제국 군수성 군수감리담당관
- 1945년 대구대학교 교수
- 1951년 대한민국 상공부 공업국 공정과장
- 상공부 전기국장
- 상공부 광무국장
- 상공부 공업국장
- 1957년 6월 21일 부흥부 차관 겸 외자청장서리
- 1957년 7월 7일 부흥부 차관 겸 외자청장 서리로 있으면서 고등고시 출제 전형위원도 겸임
- 1958년 옥수수 사건에 증인으로 출석
- 1959년 부흥부 장관 (만 39세)
- 1960년 4·19 혁명으로 사퇴, 3·15 부정선거 관련으로 구속
- 1961년 5.16 군사 정변 당시 정치정화법 대상자로 지정
- 1963년 11월 25일 정치정화법 대상자에서 해금[4]
- 1963년 장택상의 천거로 정계에 입문
- 1968년 동해전력 사장
- 1968년 쌍용양회 사장
- 1969년 주식회사 쌍용산업 사장
- 1973년 민주공화당 공천을 받아 국회에 입후보하여 당선
- 1973년 제9대 국회의원
- 1975년 보건사회부 장관
- 1978년 경제기획원 장관 겸 부총리
- 1979년 제10대 국회의원
- 1979년 10월 27일 박정희 전 대통령 국장 집행위원회 위원장
- 1979년 국무총리
- 1980년 헌법개정심의 위원장
- 1980년 8월~11월 국정자문위원회 위원
- 1981년 4월 20일 국정자문위원회 위원
- 1981년 5월 26일 국정자문위원회 운영위원
- 1983년 한일협력위원회 위원장
- 1986년 (주)제일산업 회장
- 1986년 삼성물산 회장에 임명. 당시 삼성그룹의 후계구도 문제에 관여하였다.
- 1986년 겸 삼성미술문화재단 이사장
- 1988년 행정개혁위원회 위원장
- 1999년 박정희대통령 기념사업회 회장
- 1999년 전국경제인연합회 기업윤리위원장
- 2007년 2월 척추골절로 병원에 입원[5]
- 2007년 서울대학교 병원에서 척추골절 후유증으로 사망

## 학력
- 경상북도 대구고등보통학교 졸업
- 경성제국대학교 법률학과 학사

## 수상 경력
- 1972년 금탑산업훈장
- 1978년 청조근정훈장
- 1990년 과테말라 대십자성 캐잘 훈장

## 가족 관계
- 장남 : 신철식, 국무조정실 정책차장(차관급) 역임
- 장녀 : 신봉애(1948년생, 피아니스트, 연세대학교 음악대학 교수)[6]
- 사위 : 심영수(의사, 교육자, 서울대학교병원 호흡기내과 교수)[7]
- 차녀 : 신미애[8]
- 사위 : 성상철(의사, 서울대병원장)[9]
  - 외손 : 성용원 (서울대학교 보라매병원 교수)
- 3녀 : 신정애[10]
- 사위 : 박정석(기업인)

## 총리 재임 시절
1979년 12월 7일 최규하 대통령 취임 이후, 신현확은 국무총리에 임명됐다. 신군부가 집권 시나리오에 따라 5.17 비상계엄 전국확대 조치를 실행할 것을 강요하자, 무력감을 느끼고 5월 20일 사임했다. 이와 동시에 내각이 총사퇴했다. 이후 헌법개정심의위원장을 맡아 제5공화국 헌법을 주도하였으며, 1981년 국정자문위원, 1983년 한일협력위원회 위원장을 역임하였다.

## 친일 논란
태평양 전쟁 중 전시 체제 하에서 군수물자를 관리한 고등 관리였다는 점에서 2008년 민족문제연구소의 친일인명사전 수록예정자 명단 중 관료 부문에 포함됐다. 그러나 신현확의 아들은 신현확이 "친일파에 치를 떤 이승만 대통령 밑에서 철저한 검증을 거쳐 장관까지 한 사람"이라는 점 등을 들어 전혀 근거 없는 모함이라며, 법적 절차를 밟겠다고 밝혔다.좌파들이 모함하는 친일 주장이라면 문재인 아버지에 대한 조사가 우선 필요하다 검증 결과 근무지를 이탈한 적도 있었던 것으로 알려진바 친일인명사전 수록 이의신청이 받아들여져, 최종 출간본에서 제외됐다.

## 평가
한국 현대사의 큰 고비마다 ‘현장’에 있으면서 영욕을 함께했던 그에 대한 평가는 시각에 따라 엇갈린다. 하지만 가치평가와는 별도로 관계 정계 재계 등을 두루 경험한 신 전 총리의 비중을 부인하긴 어렵다는 평가도 있다.

## 같이 보기
| - 대한민국 상공부 - 삼성그룹 - 최규하 - 박정희 - 김정렴 - 윤보선 - 이승만 | - 이병철 - 이건희 - 윤치영 - 이한빈 - 장면 - 장택상 - 정일권 - 홍진기 |

## 신현확을 연기한 배우들
- 김진해 (제4공화국, 1995년) - MBC
- 박규채 (코리아게이트, 1995년) - SBS
- 신충식 (제5공화국, 2005년) - MBC
- 서희승 (그때 그 사람들, 2005년) - 영화
- 서광재 (서울의 봄, 2023년) - 영화

## 역대 선거 결과
|  | 28.48% |

|  | 30.95% |

## 참고 자료
- 고 신현확 전 총리, 삼성 이건희 체제 구축 주역 매일경제 2007.04.26.
- 반민족문제연구소 (1994년 3월 1일). 〈신현확 : 사계절을 행정관료로 꽃피운 끝없는 생명력의 화신 (심상주)〉. 《청산하지 못한 역사 2》. 서울: 청년사. ISBN 978-89-7278-313-8.
- 신현확 - 대한민국헌정회
- 신현확 전 국무총리 자료
- “역대 정부부처 장차관 - 재정경제부”. 동아일보. 2007년 8월 7일에 원본 문서에서 보존된 문서. 2008년 2월 26일에 확인함.